# Mark Robert Drouin
Pour les articles homonymes, voir Drouin.
Mark Robert Drouin (24 octobre 1903 - 12 octobre 1963) fut un avocat et sénateur canadien du Québec. Il fut le 32e président du Sénat.

## Biographie
Né dans la ville de Québec, il étudie au Séminaire de Québec et à l'Université Laval. Nommé au Barreau du Québec en 1926, il devint partenaire de la firme de droit Drouin, Drouin, Bernier et Vaillancourt. Il est nommé secrétaire du barreau québécois en 1934.
Candidat progressiste-conservateur défait par Louis St-Laurent dans la circonscription de Québec-Est en 1949, il servit en tant que président de l'Association conservatrice du Québec en 1949 et de 1953 à 1957. Il fut également vice-président du Parti progressiste-conservateur en 1955, ainsi que le seul canadien-français à soutenir la candidature de John Diefenbaker lors de la course à la chefferie de 1956.
En 1957, le nouveau premier ministre John Diefenbaker, le nomme sénateur de la division de La Salle la même année. Malgré son manque d'expériences parlementaires, il devient président du Sénat la même année. Nommé au Conseil privé en 1962, il est mort en fonction l'année suivante.
Il sert comme vice-président de la Ligue de hockey amateur pour adulte de la région de Québec pendant près de vingt ans. Il fut aussi directeur de l'École nationale de théâtre du Canada (1962-1963) et promut la candidature de Montréal pour l'obtention de l'Expo 67.